# Nomenclatura di Venere
La nomenclatura di Venere è il sistema adottato per identificare univocamente strutture sulla superficie di Venere. Come per gli altri corpi planetari, il compito di assegnare i nomi è affidato all'Unione Astronomica Internazionale fin dalla sua fondazione, avvenuta nel 1919.
Quasi tutte le strutture su Venere hanno nomi femminili, ci sono solo tre eccezioni battezzate prima che la convenzione attuale fosse stabilita. Esse sono Alpha Regio, Beta Regio e Maxwell Montes, quest'ultimo in onore di James Clerk Maxwell.
La tabella di seguito elenca le varie strutture e il tipo di nome assegnato.
| Tipo struttura | Convenzione |
| -------------- | --- |
| Chasmata       | Dee della caccia e della Luna nelle diverse culture.                                                                      |
| Colles         | Dee del mare nelle varie culture.                                                                                         |
| Coronae        | Dee della terra e della fertilità.                                                                                        |
| Crateri        | Oltre i 20 km: nomi di donne famose. Sotto i 20 km: nomi comuni di donna.                                                 |
| Dorsa          | Dee del cielo nelle varie culture.                                                                                        |
| Farra          | Dee dell'acqua nelle varie culture.                                                                                       |
| Fluctus        | Divinità femminili di vario genere.                                                                                       |
| Fossae         | Dee della guerra nelle varie culture.                                                                                     |
| Labyrinthi     | Divinità femminili di vario genere.                                                                                       |
| Lineae         | Divinità femminili della guerra.                                                                                          |
| Montes         | Divinità femminili di vario genere.                                                                                       |
| Paterae        | Donne famose. |
| Planitiae      | Eroine mitologiche. |
| Plana          | Dee della prosperità. |
| Regiones       | Gigantesse e Titanidi (più i due fuori standard che usano le prime due lettere dell'alfabeto greco).                      |
| Rupēs          | Dee della casa e del focolare.                                                                                            |
| Terrae         | Divinità femminili dell'amore.                                                                                            |
| Tesserae       | Dee del fato e della fortuna.                                                                                             |
| Tholi          | Divinità femminili di vario genere.                                                                                       |
| Undae          | Dee del deserto. |
| Valles         | Nomi del pianeta Venere in varie lingue (maggiori di 400 km di lunghezza); Dee dei fiumi (minori di 400 km di lunghezza). |